# Patiens
Patiens (von lateinisch pati ‚leiden‘) bezeichnet in der Linguistik die semantische Rolle, die nicht aktiv handelt, sondern etwas erleidet. Ein Patiens hat keine Kontrolle über die durch das Verb des Satzes ausgedrückte Handlung. Das Patiens ist somit das Gegenteil des Agens. Damit ist das Patiens dasjenige Argument, das durch die vom Verb versprachlichte Aktion oder Handlung betroffen ist.

## Grammatische Funktion – semantische Rolle
Es muss prinzipiell zwischen der semantischen Rolle Patiens und der syntaktischen Funktion direktes Objekt unterschieden werden, auch wenn eine Phrase, die als direktes Objekt fungiert, typischerweise eine Patiens-Funktion innehat.
Dies gilt jedoch nur für Sätze im Aktiv; in Passiv-Sätzen werden direkte Objekte zu Subjekten und behalten ihre Patiens-Funktion.
Subjekte von Verben wie „sterben“, „niesen“ und „erschrecken“ können jedoch auch als Patiens gedeutet werden, auch wenn sie im Deutschen mit dem Nominativ gekennzeichnet werden.

## Beispiele
In den folgenden Beispielen nimmt Peter die Rolle des Patiens ein:
1. „Der Vater umarmt Peter.“ (Aktiv)
2. „Peter wird vom Vater umarmt.“ (Passiv)

Im ersten Beispiel ist der Vater Agens und Subjekt des Satzes, Peter ist Patiens und direktes Objekt (in der Kasusterminologie Akkusativ) des Satzes. Im zweiten Beispiel ist Peter Subjekt, aber weiterhin Patiens.